# Subsidiaritätsprinzip (Verfassungsprozessrecht)
Unter Subsidiaritätsprinzip versteht man im Verfassungsprozessrecht eine Abfolge, wonach eine bestimmte Verfahrenshandlung erst nachrangig nach einer anderen Verfahrenshandlung zulässig ist.

## Verfassungsbeschwerde zum BVerfG
Nach der Rechtsprechung des Bundesverfassungsgerichts kommt das Subsidiaritätsprinzip in § 90 Abs. 2 Satz 1 BVerfGG zum Ausdruck. Verletzt der Beschwerdeführer das Subsidiaritätsprinzip, ist seine Verfassungsbeschwerde mangels Erschöpfung des Rechtswegs unzulässig. Sie hat deshalb keine Aussicht auf Erfolg und wird in der Regel nicht zur Entscheidung angenommen (Abweisung a limine).
Das Subsidiaritätsprinzip bedeutet zweierlei: Zum einen muss der Beschwerdeführer alles ihm Mögliche tun, damit eine Grundrechtsverletzung im fachgerichtlichen Instanzenzug unterbleibt oder beseitigt wird. Es verlangt, dass der Beschwerdeführer den fachgerichtlichen Rechtsweg formal durchlaufen und alle zumutbaren Möglichkeiten zur Abhilfe seiner grundrechtlichen Beschwer unternommen hat. Zum anderen enthält das Subsidiaritätsprinzip eine grundsätzliche Aussage über das Verhältnis der Fachgerichte zum Bundesverfassungsgericht. Nach der grundgesetzlichen Kompetenzverteilung haben zunächst die Fachgerichte die Aufgabe, die Grundrechte zu wahren und durchzusetzen. Dadurch soll vor allem gewährleistet werden, dass dem Bundesverfassungsgericht infolge der fachgerichtlichen Vorprüfung der Beschwerdepunkte ein bereits eingehend geprüftes Tatsachenmaterial vorliegt und ihm auch die Fallanschauung und die Beurteilung der Sach- und Rechtslage durch die sachnäheren Fachgerichte vermittelt werden.
Der Beschwerdeführer muss schon im fachgerichtlichen Instanzenzug die Gründe für die behauptete Grundrechtsverletzung vortragen, auf die er später seine Verfassungsbeschwerde stützt. Anderenfalls ist der Rechtsweg im Sinne des Subsidiaritätsprinzips nicht erschöpft. Will der Beschwerdeführer die Verletzung seines Anspruchs auf rechtliches Gehör geltend machen (Art. 103 Abs. 1 GG), muss er also zur Wahrung des Subsidiaritätsprinzips grundsätzlich zunächst eine Anhörungsrüge einlegen, um das Fachgericht zur Aufhebung seiner offensichtlich fehlerhaften Entscheidung zu bewegen.
Wird die Rüge einer Gehörsverletzung jedoch weder ausdrücklich noch der Sache nach zum Gegenstand der Verfassungsbeschwerde gemacht oder wird die zunächst wirksam im Verfassungsbeschwerdeverfahren erhobene Rüge einer Gehörsverletzung wieder zurückgenommen, hängt die Zulässigkeit der Verfassungsbeschwerde unter dem Gesichtspunkt des Gebots der Rechtswegerschöpfung nicht von der vorherigen Durchführung eines fachgerichtlichen Anhörungsrügeverfahrens ab.
Aus Gründen der Subsidiarität müssen Beschwerdeführer allerdings zur Vermeidung der Unzulässigkeit einer Verfassungsbeschwerde, bei der sie sich nicht auf eine Verletzung des Art. 103 Abs. 1 GG berufen, eine Anhörungsrüge oder den sonst gegen eine Gehörsverletzung gegebenen Rechtsbehelf ergreifen, wenn den Umständen nach ein Gehörsverstoß durch die Fachgerichte nahe liegt und zu erwarten wäre, dass vernünftige Verfahrensbeteiligte mit Rücksicht auf die geltend gemachte Beschwer bereits im gerichtlichen Verfahren einen entsprechenden Rechtsbehelf ergreifen würden. Das Subsidiaritätsprinzip muss in diesem Fall allerdings nur insoweit zurückweichen, als die Erschöpfung des Rechtswegs ausnahmsweise unzumutbar wäre.
Das Subsidiaritätsprinzip ist auch beim vorläufigen Rechtsschutz zu beachten. Wird vorläufiger Rechtsschutz endgültig abgelehnt, kann diese Ablehnung mit der Verfassungsbeschwerde angegriffen werden. Dies gilt vor allem dann, wenn der Beschwerdeführer Grundrechtsverletzungen rügt, die gerade darauf beruhen, dass eine Eilentscheidung nicht ergangen ist. Etwas anderes gilt jedoch dann, wenn das Hauptsacheverfahren ausreichende Möglichkeiten bietet, die behauptete Grundrechtsverletzung zu beseitigen. Dies ist in der Regel dann der Fall, wenn der Beschwerdeführer Grundrechtsverletzungen behauptet, die sich auf die Hauptsache beziehen.

## Verfassungsbeschwerde zum Schweizer Bundesgericht
Damit eine Verfassungsbeschwerde vor dem Schweizer Bundesgericht zulässig ist, muss der Instanzenzug ausgeschöpft sein. Die Verfassungsbeschwerde ist subsidiär zu allen anderen Rechtsmitteln, mit denen die Verletzung verfassungsmäßiger Rechte geltend gemacht werden kann, und kann nur gegen Urteile letzter kantonaler Instanzen ergriffen werden; eine Verfassungsbeschwerde gegen Urteile eidgenössischer Gerichte (etwa des Bundesverwaltungs- oder Bundesstrafgericht) ist nicht möglich.

## Beispiel
Die enorme juristische Reichweite des Subsidiaritätsprinzips zeigte sich besonders anschaulich im Fall Edathy: Eine Verfassungsbeschwerde Edathys gegen die Durchsuchung seiner Wohnung am 10. Februar 2014 trotz seiner fortbestehenden Immunität wurde am 15. August 2014 von der 3. Kammer des Zweiten Senats des Bundesverfassungsgerichts nicht zur Entscheidung angenommen, da Edathy sowohl die Fehlerhaftigkeit des Vorgehens der Justiz als auch die Fehleinschätzung des Präsidenten des Deutschen Bundestages ohne weiteres habe erkennen können. Edathy hätte diese Fehler deswegen bereits vor Erhebung seiner Verfassungsbeschwerde rügen müssen. Da Edathy indes solche Rügen unterlassen hatte, ging er seiner geltend gemachten Rechte im Ergebnis verlustig.

## Menschenrechtsbeschwerde zum EGMR
Das Subsidiaritätsprinzip gilt auch für die Menschenrechtsbeschwerde zum Europäischen Gerichtshof für Menschenrechte. Die weiteren Zulässigkeitsvoraussetzungen für eine Beschwerde zum EGMR ergeben sich im Übrigen aus Art. 35 EMRK. Politisch umstritten ist im Jahr 2018 die restriktive Haltung des EGMR in Bezug auf Menschenrechtsbeschwerden aus der Türkei.

## Individualbeschwerde zu den Landesverfassungsgerichten
Das Subsidiaritätsprinzip gilt auch, soweit die jeweiligen Landesverfassungen Individualbeschwerden zu den jeweiligen Landesverfassungsgerichten zulassen. Die prozessuale Rechtsgrundlage etwa für die Verfahren vor dem BayVerfGH sind hierbei die Vorschriften des BayVerfGHG. Eine solche Beschwerde ist hierbei parallel neben der Verfassungsbeschwerde zum BVerfG statthaft.